# Calcodes cephalotes
Calcodes cephalotes es una especie de coleóptero de la familia Lucanidae.

## Distribución geográfica
Habita en Borneo.